# Новый Конкуль
Но́вый Ко́нкуль — деревня в Тюкалинском районе Омской области. Входит в Новокошкульское сельское поселение.

## История
Основана в 1852 году переселенцами из Севского уезда Орловской губернии на южном берегу озера Конкуль в нескольких верстах от существовавшей уже деревни Конкуль, расположенной на северном берегу озера.
Административно ранее деревня входила в состав Колмаковской, а затем Атрачинской волости Тюкалинского уезда Тобольской губернии.
На 1912 год деревня состояла из 71 хозяйств в которых проживали 276 мужчин и 274 женщины.
В 1928 году состояла из 111 хозяйств, основное население — русские. Центр Ново-Конкульского сельсовета Тюкалинского района Омского округа Сибирского края.

## Население
| 1926 | 2010 |
| ---- | ---- |
| 679  | ↘84  |

## Инфраструктура
В разные периоды в деревне функционировали детский сад, школа, библиотека, клуб с кинематографом, почта, к настоящему времени не имеется ни одного учреждения.
Примерно до 2002 года функционировала крупная ферма (собственник — предприятие «Кошкульское» — преемник Кошкульского колхоза), к настоящему времени крупных хозяйств в деревне нет.
До 2014 года в деревне функционировал деревенский клуб. К настоящему времени клуб не функционирует, здание клуба руинируется. Имеется деревенское кладбище. Дети посещают школу, расположенную в соседнем Старом Конкуле, там же до 2014 года располагался и фельдшерско-акушерский пункт.
Основное занятие трудоспособных жителей деревни — подсобное хозяйство. Основная выращиваемая культура — картофель. Зерновые практически не сеют. В подсобных хозяйствах деревни имеется некоторое поголовье коров, ориентированное на Тюкалинский молочный завод.